# Wąż i cień orła
Wąż i cień orła lub Wąż w cieniu orła (chiń. 蛇形刁手 She xing diao shou) – hongkoński film komediowy z 1978 roku. Film miał premierę 1 marca 1978 roku. Został wyreżyserowany przez Yuen Woo-pinga oraz napisany przez Shiao Loonga, Ng See-yuen i Chi-Kuang Tsai.
Film zarobił 2 708 748 dolarów hongkońskich w Hongkongu.

## Fabuła
Chien Fu pracuje w szkole kung-fu jako woźny. Nie umie walczyć, więc dla nauczyciela oraz jego uczniów służy on jako „worek treningowy”. Pewnego dnia spotyka starszego pana, który okazuje się być mistrzem sztuk walki. Postanawia on pomóc chłopakowi, trenując z nim technikę sztukę walki – „Pięść Węża”. Po tych wydarzeniach obydwoje stają do walki przeciw mistrzowi sztuki „Szpony Orła”.

## Obsada
Źródło: Filmweb

- Jackie Chan – Chien Fu
- Yuen Siu-tien – wielki mistrz Pai Cheng-cheh
- Hwang Jang-lee – Lord Sheng Kuan
- Dean Shek – nauczyciel Li
- Fung Hak-on – mistrz szkoły Pięści Węża
- Tino Wong – Ah-Wu
- Peter Chan – nauczyciel Lian
- Hsu Hsia – Su Chen
- Roy Horan – Rosjanin
- Fung Ging-man – nauczyciel Chui
- Chiang Kam – Ah Kwai
- Chen Yao-lin – Mistrz Hung
- Lung Chan – instruktor
- Lung Chen-tien – Czempion Trzech Prowincji
- Gam Yam – Chang